# Santiago Zuloaga y Rubio
Santiago Zuloaga y Rubio (Choroní, Estado Aragua, 1741-Cartagena de Indias, 1814) fue un sacerdote venezolano. Hijo del vasco Miguel Antonio Zuloaga Honramuno y de la criolla Juana Maria de Rubio. Tuvo un único hermano llamado José Ignacio, quien se dedicó a la labor agrícola, en la siembra de cacao y añil, en varias haciendas en los Valles de Valles de Aragua y Choroní. 
Destacado en la última mitad del siglo XVIII, por su intervención fundadora y elevación a parroquia de varias ciudades en la Región Central, de la mano con el Obispo Mariano Martí, por ejemplo en las poblaciones de San Mateo, Mariara, Guacara, San Joaquin y otras más. Desde 1806 hasta 1809 cumplió funciones como Teniente de Gobernador Eclesiástico, en sustitución del ya fallecido Obispo guacareño Francisco de Ibarra. Al iniciar el Proceso de Independencia, entre 1809 y 1813, se dio a conocer con acérrima entrega a la causa patriota. En 1813, al caer la Segunda República, es apresado por las fuerzas españolas y remitido a la ciudad de Cádiz, pero en la marcha de viaje el buque que lo transportaba fue apresado, y liberado por corsarios al servicio de Colombia; enseguida es enviado a la ciudad de Cartagena, donde fallece en 1814.